# Wissadula delicata
Wissadula delicata är en malvaväxtart som beskrevs av Bovini. Wissadula delicata ingår i släktet Wissadula och familjen malvaväxter. Inga underarter finns listade i Catalogue of Life.